# Parroquia de Saint Paul Capisterre
Saint Paul Capisterre es una de las 14 parroquias administrativas que componen San Cristóbal y Nieves. Es la segunda parroquia más pequeña de San Cristóbal, con catorce kilómetros cuadrados, y la tercera más pequeña de la federación. La capital de la parroquia es la aldea de Saint Paul Capisterre.
Población: 2460 habitantes. Densidad: 175.71 personas por cada kilómetro cuadrado.

## Territorio
La línea de la costa de Saint Paul Capisterre se encuentra con muchas bahías pequeñas, filamentos finos de arena volcánica negra. Los acantilados escarpados forman un contexto inmediato a estas playas, alineando la costa entera. El océano Atlántico áspero bordea el litoral, y todos los establecimientos en la parroquia son así interiores. Saint Paul Capisterre es llano y el terreno suavemente se inclina, está cubierto casi totalmente por plantaciones azucareras abandonadas. En el interior, donde el terreno comienza a levantarse agudamente en las cuestas del monte Liamuiga, domina la agricultura.

## Pueblos y aldeas
Ciudad Capital: Saint Paul Capisterre Village (St. Paul's)
Pueblos y Aldeas:
- Belmont Estate
- Cranston Estate
- Newton Ground

## Economía
La parroquia de Saint Paul Capisterre es la más agrícola de la nación entera; sus suelos volcánicos son ricos, el terreno es apacible y las altas precipitaciones son responsables de sus éxitos. La mayoría de la población trabaja en los estados circundantes en plantaciones de azúcar, sin embargo, la industria local del azúcar fue cerrada en 2005. Este evento dejó a muchos habitantes de Saint Paul Capisterre varados en otras parroquias del país. Para facilitar la carga del desempleo, las zonas de tierra se han arrendado y se han vendido a los trabajadores anteriores de la fábrica y ahora se utilizan para producir una variedad amplia de productos. El turismo es también una industria en la parroquia. La plantación de Rawlin, en el interior en el este de la parroquia, emplea a algunas personas locales. Hay un restaurante situado en el mesón así como un taller cuya dueña es la artista Kate Spencer. Ella también posee una exhibición y una tienda en Basseterre. 

## Planes para el futuro
Se planea hacer un hotel para reforzar la industria turística y para paliar el desempleo que causó el cierre de la fábrica azucarera. Las construcciones ya están en marcha.
- Datos: Q952735
- Multimedia: Saint Paul Capisterre / Q952735